# سعيد بن سالم الباهلي
سعيد بن سالم الباهلي قائد عسكري عباسي، من قبيلة باهلة، والده هو سالم بن قتيبة، والي الأمويين والعباسيين على البصرة، وجده الفاتح قتيبة بن مسلم.

## نشاطه
في عام 776م شن حملة ضد يوسف البرم في خراسان، وكان سعيد مقربًا من الخليفة الهادي. كان برفقة الهادي في جرجان وعندما وردت أنباء عن وفاة والده الخليفة المهدي، وركب الاثنان معًا إلى بغداد وتولى الهادي الخلافة. يذكر الطبري أن سعيد وصل إلى أعلى المناصب في عهد الهادي، خلفاً لأخيه إبراهيم.
في عهد هارون الرشيد، ولي الجزيرة عام 796م، وكان حاكم أرمينية عام 799 أثناء غارة الخزر على الأراضي العباسية. وأرسل هارون خزيمة بن خازم ويزيد بن مزيد إلى الولاية، وطردوا الخزر واستعادوا النظام. كما ولى الموصل وطبرستان والسند، حيث أرسل أخيه كثير نائباً له.
في عام 807م ولاه هارون على حامية بلدة مرعش المحصنة على الحدود مع الإمبراطورية البيزنطية. وداهم البيزنطيون المنطقة وأسروا عدة أسرى.